# Барроу (острів, Західна Австралія)
Острів Барроу (англ. Barrow Island) — острів площею 202 км² біля північно-західного узбережжя Австралії, другий за розміром острів Західної Австралії після острову Дерк-Гартоґ. На острові проводиться видобуток нафти і газу та існує селище працівників розробок.
Острів відомий тим, що 10 квітня 1996 року, під час проходження циклону Олівія, тут був зареєстрований рекорд швидкості вітру 113 м/с.
В 2010-х роках на східному узбережжі острова спорудили завод зі зрідження природного газу Горгон ЗПГ.
| Австралія | Це незавершена стаття з географії Австралії. Ви можете допомогти проєкту, виправивши або дописавши її. |